# Гор Відал
Ю́джин Лю́тер Гор Віда́л (англ. Eugene Luther Gore Vidal; 3 жовтня 1925, Вест-Пойнт — 31 липня 2012, Голлівуд-Гіллс) — американський письменник та громадський діяч.
Відал став популярним завдяки сатиричним романам про політичну систему США. Письменник називав США «поліційною державою» та вважав, що невдовзі країна перетвориться на військову диктатуру.
Відал прославився завдяки публікації у 1948 році його третьої книги «Місто і стовп», в якій він одним з перших в американській літературі звернувся до теми гомосексуальності. Зазнавши різкої критики за цей твір, Відал покинув писати романи та став автором театральних п'єс та телевізійних програм. Він написав низку книг, які чимало літературних критиків вважають його найкращими творами. Серед них бестселерами стали романи «Лінкольн» і «Майра Брекенридж».
Усього він написав 25 романів та десятки есе, в яких висловлювався на теми політики, релігії, літератури та сексу. Відал активно займався політикою та мав ліві погляди. Він балотувався до Палати представників США від демократів.

## Романи
- Williwaw (1946)
- The City and the Pillar (1948)
- Dark Green, Bright Red (1950)
- Messiah (1954)
- Julian (1964)
- Washington, D.C. (1967)
- Myra Breckinridge (1968)
- Two Sisters (1970)
- Burr (1973)
- Myron (1974)
- 1876 (1976)
- Kalki (1978)
- Creation (1981)
- Duluth (1983)
- Lincoln (1984)
- Empire (1987)
- Hollywood (1990)
- Live from Golgotha: The Gospel According to Gore Vidal (1992)
- The Smithsonian Institution (1998)
- The Golden Age (2000)

## Українські переклади
Українською мовою перекладено роман Ґора Відала 1981 року «Сотворіння світу» (англ. Creation):
- Відал, Гор. Сотворіння світу: Роман / З англ. пер. Віктор Шовкун // Журнал «Всесвіт», 1989. — № 1-4.